# Жань Минь
Жань Минь (кит. трад. 冉閔, упр. 冉闵, пиньинь Rǎn Mǐn; ум. 352), также известен как Ши Минь (石閔), посмертное имя (присвоено императором Ранней Янь): (Жань) Вэй Дао У-ди Тянь-ван ((冉)魏悼武天王), вежливое имя Юнцзэн (永曾), прозвище Цзину (棘奴) — китайский военачальник периода Шестнадцати царств в Китае и единственный император эфемерного царства Жань Вэй (冉魏). Жань Минь вошёл в историю как инициатор истребления народности цзе (поселившейся в Китае ветви юэчжи) на почве расовой нетерпимости после падения империи Поздняя Чжао.

## Происхождение
Отец Жань Миня, Жань Лян (冉良), впоследствии сменивший имя на Жань Чжань (冉瞻), был этническим китайцем из округа Вэй (魏郡, приблизительно современный городской округ Аньян в провинции Хэнань и южная часть современного городского округа Ханьдань в провинции Хэбэй) и происходил из аристократической семьи, однако во время голода около 310 года был вынужден примкнуть к группе беженцев, возглавляемой неким Чэнь У (陳午). После того как основатель Поздней Чжао, Ши Лэ, победил Чэнь У в 311 году, он захватил в числе прочих и 11-летнего Жань Чжаня. По неизвестным причинам, Ши Лэ заставил своего племянника Ши Ху усыновить Жань Чжаня и сменить ему имя на Ши Чжань. Имя матери Жань Миня было Ван (王). Дата его рождения неизвестна, но он получил при рождении имя Ши Минь.
Некий Ши Чжань упоминается в числе погибших в битве в 328 г., в которой Ши Ху был разбит Лю Яо, императором Хань Чжао, но точно неизвестно, был ли этот Ши Чжань отцом Ши Миня.

## При дворе Ши Ху
Когда Ши Минь стал старше, Ши Ху полюбил его за храбрость в бою и полководческие способности, и обращался с ним как с родным внуком. Первое упоминание о Ши Мине как полководце относится к 338 году, когда Ши Ху безуспешно пытался уничтожить государство Ранняя Янь, однако его войско рассеялось после 20-дневной безуспешной осады яньской столицы Цзичэна (棘城, в нынешнем Цзиньчжоу, Ляонин), и только отряд под началом Ши Миня отступил в боевом порядке.
В оставшиеся годы царствования Ши Ху, Ши Минь продолжал блистать полководческими талантами. Например, в 339 году, когда цзиньский военачальник Юй Лян затеял широкомасштабную кампанию против Поздней Чжао, Ши Ху в ответ приказал своему полководцу Куй Аню (夔安) послать пять военачальников, одним из которых был Ши Минь, напасть на северные области Цзинь (среди этих военачальников также были Ли Нун (李農), впоследствии союзник Ши Миня, и сын Ши Ху, Ши Цзянь). Ши Минь справился со своей задачей очень успешно, и все пять военачальников нанесли противнику тяжёлый урон, что расстроило планы Юй Ляна. За свои заслуги Ши Минь получил титул Усин-гуна.

## Во время смуты после смерти Ши Ху
После смерти Ши Ху в 349 году его младший сын и наследный принц Ши Ши был провозглашен императором, но реальная власть перешла в руки вдовствующей императрицы Лю (дочери Лю Яо) и высокопоставленного чиновника Чжан Чая (張豺). Старший брат Ши Ши, Ши Цзунь (Пэнчэн-ван), тяготился своим положением, и ряд военачальников, недовольных правлением императрицы Лю и Чжан Чая, в том числе Ши Минь, предложили ему идти на столицу Е и низложить их. Ши Цзунь последовал их совету; кроме того, он обещал сделать Ши Миня наследником престола в случае успеха. Летом 349 году Ши Цзунь победил верные Ши Ши войска, сверг и убил юного императора вместе с его матерью и Чжан Чаем. Однако, заняв императорский трон, Ши Цзунь не торопился выполнять данное Ши Миню обещание; наследником престола стал другой его племянник, Ши Янь (石衍). Кроме того, хотя он и назначал Ши Миня на важные должности, он не дал ему ожидаемого контроля над правительством. Ши Минь затаил недовольство.
Зимой 349 года, опасаясь Ши Миня, Ши Цзунь созвал совещание принцев в присутствии своей матери, вдовствующей императрицы Чжэн Интао, и объявил о своём намерении казнить Ши Миня. Императрица Чжэн возражала, приводя в качестве довода заслуги Ши Миня во время переворота против Ши Ши. Ши Цзунь колебался, а тем временем Ши Цзянь (один из принцев, присутствовавших на совещании), донес обо всем Ши Миню, который быстро окружил дворец, арестовал и казнил Ши Цзуня, вдовствующую императрицу Чжэн, супругу Ши Цзуня императрицу Чжан, наследного принца Ши Яня и ряд высокопоставленных чиновников, верных Ши Цзуню. Он провозгласил Ши Цзяня императором, но реальная власть перешла к нему и Ли Нуну.
Ши Цзянь не собирался терпеть всевластие Ши Миня и послал против него своего брата Ши Бао (Лэпин-вана) вместе с полководцами Ли Суном (李松) и Чжан Цаем (張才), но, после того как они были разбиты, сделал вид, что они действовали без его ведома, и всех казнил. После этого ещё один его брат, Ши Чжи (Синьсин-ван), поднял восстание в старой столице Сянго (襄國, в нынешнем Синьтае, Хэбэй), в союзе с вождями кянов — Яо Ичжуном (姚弋仲), и ди — Пу Хуном (蒲洪), против Ши Миня и Ли Нуна. Ши Цзянь послал ещё одного полководца, своего соплеменника Сунь Фуду (孫伏都), напасть на Ши Миня, а когда Ши Минь победил и его, велел Ши Миню казнить побежденного, чтобы отвести подозрение от себя. Но Ши Минь начал понимать, кто направлял Сунь Фуду, и решил разоружить цзе, которые знали, что он на самом деле китаец, а не один из их народа. Он издал указ, запрещавший всем некитайцам носить оружие; большинство из них сразу же покинули Ечэн. Ши Минь взял Ши Цзяня под домашний арест, лишив какой-либо связи с внешним миром. Так как варвары продолжали бежать из Ечэна, Ши Минь, видя, что не может рассчитывать на поддержку особенно со стороны хунну и цзе, новым указом назначил награду своим китайским подданным за голову каждого убитого некитайца. В последовавшей резне было убито около 200 тысяч человек, независимо от пола и возраста, в том числе многие китайцы, отличавшиеся более высоким носом или густой бородой (что считалось признаком принадлежности к варварам).
В 350 году, по требованию Ши Миня, Ши Цзянь изменил название государства с Чжао на Вэй (衛), а фамилию царствующего дома с Ши на Ли (李). Многие высокопоставленные чиновники бежали к Ши Чжи. Военачальники на местах стали вести себя фактически независимо от центрального правительства, выжидая, чем закончится война. В то время как Ши Минь направлял войска против Ши Чжи, Ши Цзянь сделал ещё одну попытку освободиться, приказав своему полководцу Чжан Шэню (張沈) напасть на столицу после того как оттуда уйдёт Ши Минь. Однако евнухи Ши Цзяня сообщили об этом Ши Миню и Ли Нуну, и те немедленно вернулись в Ечэн и казнили Ши Цзяня вместе с 28 внуками Ши Ху и остальными членами рода Ши. Ши Минь вернул себе первоначальную фамилию своего отца, Жань (冉), и взошёл на трон как император нового царства Вэй (魏).

## Император Жань Вэй
Жань Минь пожаловал своей матери Ван титул вдовствующей императрицы, свою супругу Дун провозгласил императрицей, а сына Жань Чжи — наследником престола. Другие его сыновья вместе с Ли Нуном были возведены в ранг князей (ванов), а сыновья Ли Нуна — в княжеское достоинство. Он объявил всеобщую амнистию в надежде, что военачальники, ставшие де факто независимыми правителями, будут повиноваться его указам, но немногие приняли её, хотя полководцы из китайцев в большинстве своём и не выступали против него открыто. Вскоре, по неизвестным причинам, он убил Ли Нуна. Он послал письмо к цзиньскому императору Му-ди с противоречивым сообщением — приглашение прислать на север войска и выражение готовности покориться в то же время могло быть прочитано как вызов. Цзиньское правительство не дало ответа, но в то же время стало привлекать на свою сторону военачальников из южных провинций бывшей территории Поздней Чжао.
Непродолжительное царствование Жань Миня характеризовалось опрометчивыми решениями и массовыми казнями. Он часто обходился жестоко — вплоть до казни — с советниками, предлагавшими идеи, отличные от его собственных, а потом, осознав свою ошибку, сожалел об этом.
Весной 351 года Жань Минь осадил Сянго (столицу Ши Чжи). Ши Чжи обратился за помощью к правителю Ранней Янь Мужун Цзюню и смог нанести Жань Миню серьёзное поражение. Одновременно в Ечэне восстали хуннские солдаты, захватили в плен его сына Жань Иня и присоединились к Ши Чжи, который приказал казнить Жань Иня. Жань Миня считали мёртвым, но, когда он появился в Ечэне, волнения сразу же улеглись. Ши Чжи послал своего полководца Лю Сяня (劉顯) осадить Ечэн, но Жань Минь нанёс ему поражение и вселил в него такой страх, что Лю Сянь согласился по возвращении в Саньго убить Ши Чжи и капитулировать. Сделав это, он отослал Жань Миню голову Ши Чжи, которую тот приказал сжечь на улице Ечэна. Империя Поздняя Чжао прекратила своё существование.
Но война на этом не закончилась. Лю Сянь, на время покорившись Жань Миню, вскоре провозгласил себя императором. Западными провинциями завладел Фу Цзянь, основавший царство Ранняя Цинь. Южные провинции массово переходили под власть Цзинь. Тем временем войска Ранней Янь, которая уже заняла область Ючжоу (幽州, современный Пекин, Тяньцзинь и северный Хэбэй) и перенесла столицу в Цзичэн (薊城, в нынешнем Пекине), продолжали продвигаться на юг. Жань Минь, захватив Сянго в начале 352 года и казнив Лю Сяня, решил выступить на север навстречу войскам Ранней Янь, вопреки советам многих командиров, считавших, что его армии нужен отдых. Полководец Ранней Янь Мужун Кэ, брат Мужун Цзюня, применив военную хитрость, выманил пехоту Жань Миня в открытое поле и затем окружил его своей конницей, нанося ему большие потери. Лошадь под Жань Минем пала, он упал и был взят в плен и доставлен к Мужун Цзюню. Жань Минь оскорбил сяньбийского правителя и был подвергнут 300 ударам плетью, после чего казнен. Однако вскоре после этого Мужун Цзюнь, опасаясь, что дух казненного Жань Миня вызывает засуху, присвоил ему посмертное имя Дао У-ди. Супруга Жань Миня императрица Дун и её сын Жань Чжи продолжали сопротивление ещё несколько месяцев, но сдались к концу того же года, и царство Жань Вэй перестало существовать.

## Семья
- Отец
  - Жань Чжань (冉瞻), усыновлен Ши Ху с именем Ши Чжань (石瞻), предполагаемая дата смерти: 327 г. в битве против Хань Чжао, посмертное имя Гао-ди
- Мать
  - Вдовствующая императрица Ван
- Супруга
  - Императрица Дун
- Дети
  - Жань Чжи (冉智), наследный принц с 350 г., получил в Ранней Янь титул Хайбин-хоу
  - Жань Инь (冉胤) (принц с 350 г., убит императором Поздней Чжао Ши Чжи в 351 г.)
  - Жань Мин (冉明) (принц с 350 г.)
  - Жань Юй (冉裕) (принц с 350 г.)
  - Жань Цао (冉操)